# Desa Karangbendo (administrativ by i Indonesien, lat -8,16, long 113,24)
Desa Karangbendo är en administrativ by i Indonesien.   Den ligger i provinsen Jawa Timur, i den västra delen av landet, 700 km öster om huvudstaden Jakarta.